# Stellinga
Gli Stellinga (letteralmente "compagni di lotta, camerati") furono i membri un movimento insurrezionale composto da frilingi e lazzi di etnia sassone, le due classi più basse formate da non-schiavi dell'ordinamento sociale della Sassonia. Tale movimento, che fu operante tra l'841 e l'845, aveva come obiettivo il ripristino del paganesimo germanico e dell'antico assetto sociale, antecedente ai capitolari di Carlo Magno, che in passato aveva garantito libertà e un'efficace protezione contro la perdita delle proprie terre per gli "uomini liberi". Secondo alcuni storici, gli Stellinga erano inoltre fautori dell'abolizione della Lex Saxonum e propugnavano il ritorno alla tradizione giuridica orale. Altri ritengono invece che quest'ultima interpretazione sia in realtà una forzatura delle fonti poiché la nozione di "legge", termine che sovente si ritrova in queste ultime, era presumibilmente utilizzata in senso estensivo per significare "regime".

## Antefatto
Durante la guerra interna all'Impero carolingio (840–843) tra gli eredi di Ludovico I, gli Stellinga ottennero l'appoggio politico e militare di Lotario I, il quale si appoggiò a questo gruppo residente nelle terre controllate dal fratello e rivale Ludovico II il Germanico. Le fonti storiche riferiscono infatti che quest'ultimo, in cambio del supporto degli Stellinga alle proprie ambizioni al trono della Francia orientale, aveva promesso loro di "dare a ciascuno la possibilità di scegliere tra la legge attuale e l'uso degli antichi Sassoni".
Alla vigilia della rivolta i nobili Sassoni, gli Edeling, erano divisi in due distinte fazioni: alcuni sostenevano l'influenza Attonide e l'unità imperiale mentre altri si erano schierati apertamente con Ludovico il Germanico durante la sua invasione dell'Alemannia nell'839. Alla morte di Ludovico il Pio, Ludovico il Germanico depose il leader Attonide Banzleibs dai propri incarichi reali: questa azione gli valse il sostegno delle famiglie sassoni Ecbertiner e Bardonids: fu questa politica a spingere Lotario a chiedere l'appoggio degli stati più bassi della popolazione.

## La "rivolta"
Le principali fonti che descrivono gli Stellinga sono rappresentate dagli Annales Xantenses (compilati da Gerward), dagli Annales Bertiniani (redatte da Prudentius di Troyes), dagli Annales Fuldenses (scritte da Rodolfo di Fulda) e dall'Historiae di Nitardo. Gerward scrisse che nell'anno 841 "in tutta la Sassonia gli schiavi si sono sollevati con grande violenza contro i loro padroni e hanno usurpato il nome di Stelling commettendo atti inconsulti. E la nobiltà di questo paese fu tormentata e umiliata assai da questi schiavi". Per Rodolfo di Fulda invece il movimento rappresentò "una potente cospirazione di liberti, che tentò di opprimere i loro legittimi padroni".
Per la storiografia moderna, tuttavia, queste fonti non sono attendibili quando parlano di una sollevazione di soli liberti e ancora meno quando indicano gli schiavi come soggetto attivo e precipuo del movimento. Tale interpretazione storiografica individua infatti quale scopo predominante degli autori sopracitati, non quello di descrivere storicamente quanto accaduto, ma il denigrare e lo svilire tale ribellione per compiacere il contesto sociale (la nobiltà) di cui erano parte integrante. Le opere di Nitardo e Prudentio, pur anch'esse viziate da una visione di parte, sono invece considerate più attendibili per quanto riguarda la composizione del movimento.
Lotario insieme al proprio figlio, Lotario II, incontrò i capi del movimento, insieme a parte della nobiltà sassone rimasta fedele a loro, a Spira alla fine dell'841. Ludovico il Germanico, tuttavia, marciò contro i "liberi sassoni che stavano cercando di opprimere i loro legittimi signori" e li "schiacciò spietatamente condannando a morte i loro capofila". Gli stessi nobili sassoni distrussero quel che rimaneva del movimento con una brutale azione militare nell'843.

## Storiografia
La rivolta degli Stellinga fu oggetto di studio per gli storici marxisti della Germania dell'Est, i quali analizzarono l'evento non partendo dalla realtà storica ma da presupposti a priori ideologici e ascientifici oggi abbandonati. Questi ultimi si divisero in due gruppi: da una parte vi furono coloro che videro negli Stellinga degli schiavi per debiti che cercavano di liberarsi dalla propria condizione, altri invece li ritenevano uomini liberi che tentavano di contrastare la Feudalisierungsprozeß, la feudalizzazione della Germania. 
La storiografia moderna ha spesso sottolineato le analogie tra la rivolta degli Stellinga e la precedente resistenza Sassone a Carlo Magno, la quasi contemporanea rivolta dei contadini della Senna soffocata dalla nobiltà nell'859 e la successiva ribellione dei Liutizi del 983 in sostegno del paganesimo slavo. 
Come però ha fatto notare da Ingrid Rembold, le interpretazioni che vogliono la rivolta come una reazione alla forzata cristianizzazione di Carlo Magno sono da rigettare, in quanto erano passate una o due generazioni da quegli eventi, generazioni che vissero in pace con il potere franco entro cui i sassoni erano perfettamente integrati; l'evento non solo è da collocare all'interno del contesto delle dispute per il trono dei successori di Carlo Magno, ma inoltre le loro azioni non nascono spontaneamente ma solo dopo le richieste di Lotario. Da segnalare, infine, che la vicenda non va letta come una rivolta, in quanto non metteva in discussione l'assetto politico del regno. Gli Stellinga furono piuttosto un problema sociale-ideologico per l'epoca dopo la fine delle ostilità con il trattato di Verdun, cioè nel momento in cui divennero un elemento armato autonomo, in quanto era inconcepibile che dei gruppi sociali non nobili potessero prendere le armi, attività riconosciuta solo ai nobili proprietari fondiari. La loro esistenza attirò quindi l'ostilità non solo di Ludovico, che da loro era stato intralciato, ma anche dall'aristocrazia sassone 